# Hornbach
Hornbach je německý řetězec hobbymarketů, který má prodejny v devíti zemích Evropy včetně Česka. V účetním roce 2021–2022 měl Hornbach v Česku tržby 9,859 mld. Kč, a byl tak největším tuzemským řetězcem hobbymarketů (a 19. největším obchodním řetězcem celkově) podle žebříčku Top 50 českého obchodu časopisu Zboží a prodej. Hornbach má v Česku 10 prodejen a přibližně 1 500 zaměstnanců.

## Hornbach ve světě

Počátky firmy sahají do roku 1877, kdy si pokrývač Michael Hornbach otevřel dílnu v německém městě Landau in der Pfalz. Jeho potomci podnikání rozšířili o prodej a výrobu stavebních materiálů. Michaelův pravnuk Otmar Hornbach potom v roce 1968 na předměstí Landau otevřel první kombinovanou prodejnu stavebnin a zahradních potřeb.
První velkoplošný hobbymarket Hornbach byl otevřen v roce 1980 v Karlsruhe. V roce 1996 firma zahájila zahraniční expanzi, když otevřela první prodejnu v rakouském městyse Brunn am Gebirge. Z dalších zemí následovalo Nizozemsko (Zaandam, 1997), Lucembursko (1998), Česko (Praha-Černý Most, 1998), Švýcarsko (Littau bei Luzern, 2002), Švédsko (Göteborg, 2003), Slovensko (Bratislava, 2004) a Rumunsko (Bukurešť, 2007).
V účetním roce 2021–2022 měl Hornbach v Evropě tržby 5,496 mld. €, čistý zisk 189 mil. € a zaměstnával průměrně 21 857 lidí.
V únoru 2023 měl Hornbach v Evropě celkem 167 prodejen (viz tabulka níže). Nejvíce prodejen (96) měl v domovském Německu.
| Země        | Počet prodejen | K datu  |
| ----------- | -------------- | ------- |
| Česko       | 10             | 02/2023 |
| Lucembursko | 1              | 02/2023 |
| Německo     | 96             | 02/2023 |
| Nizozemsko  | 16             | 02/2023 |
| Rakousko    | 14             | 02/2023 |
| Rumunsko    | 9              | 02/2023 |
| Slovensko   | 5              | 02/2023 |
| Švédsko     | 8              | 02/2023 |
| Švýcarsko   | 8              | 02/2023 |

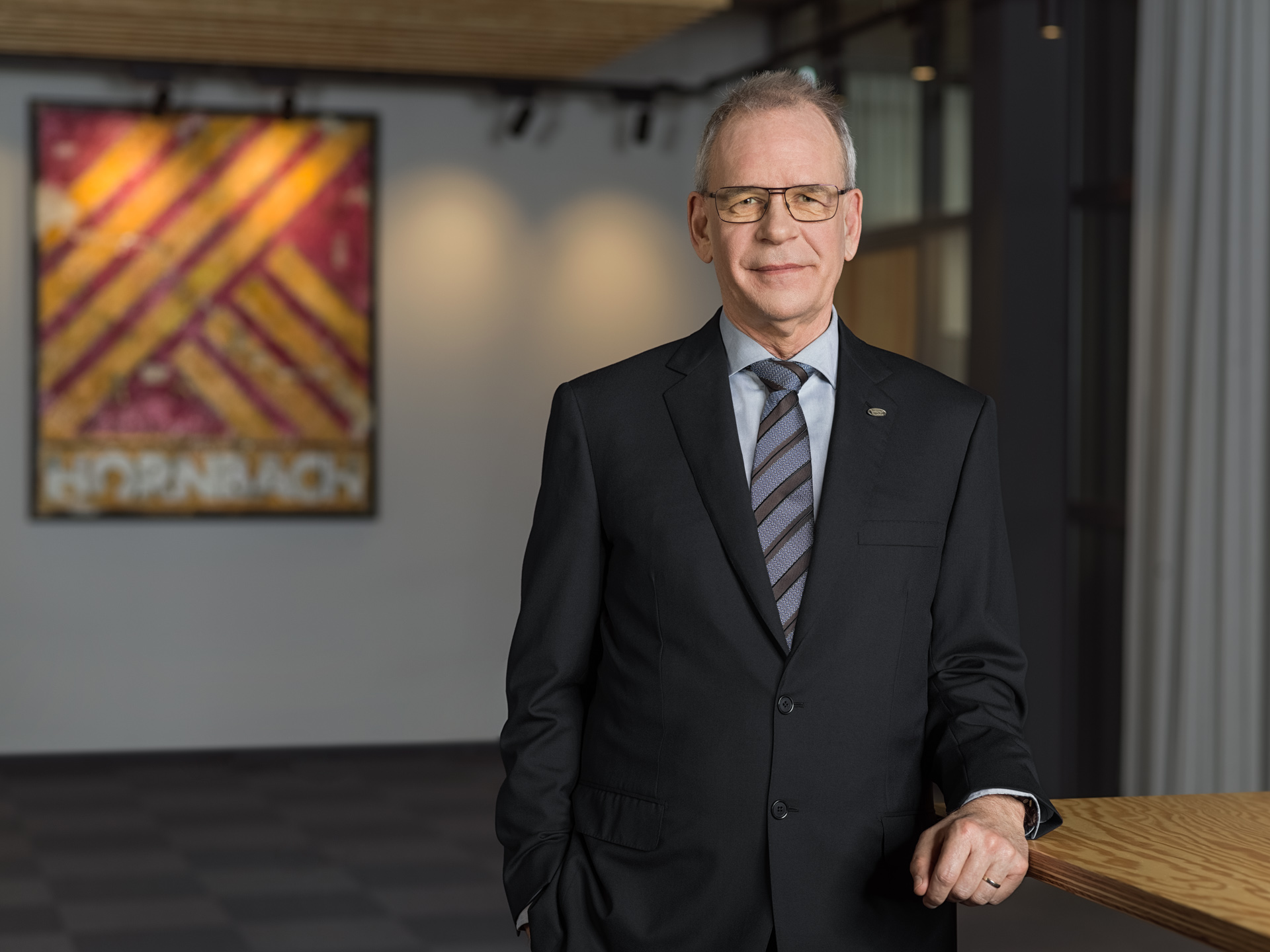
Předseda holdingu Hornbach, Albrecht Hornbach (2022)
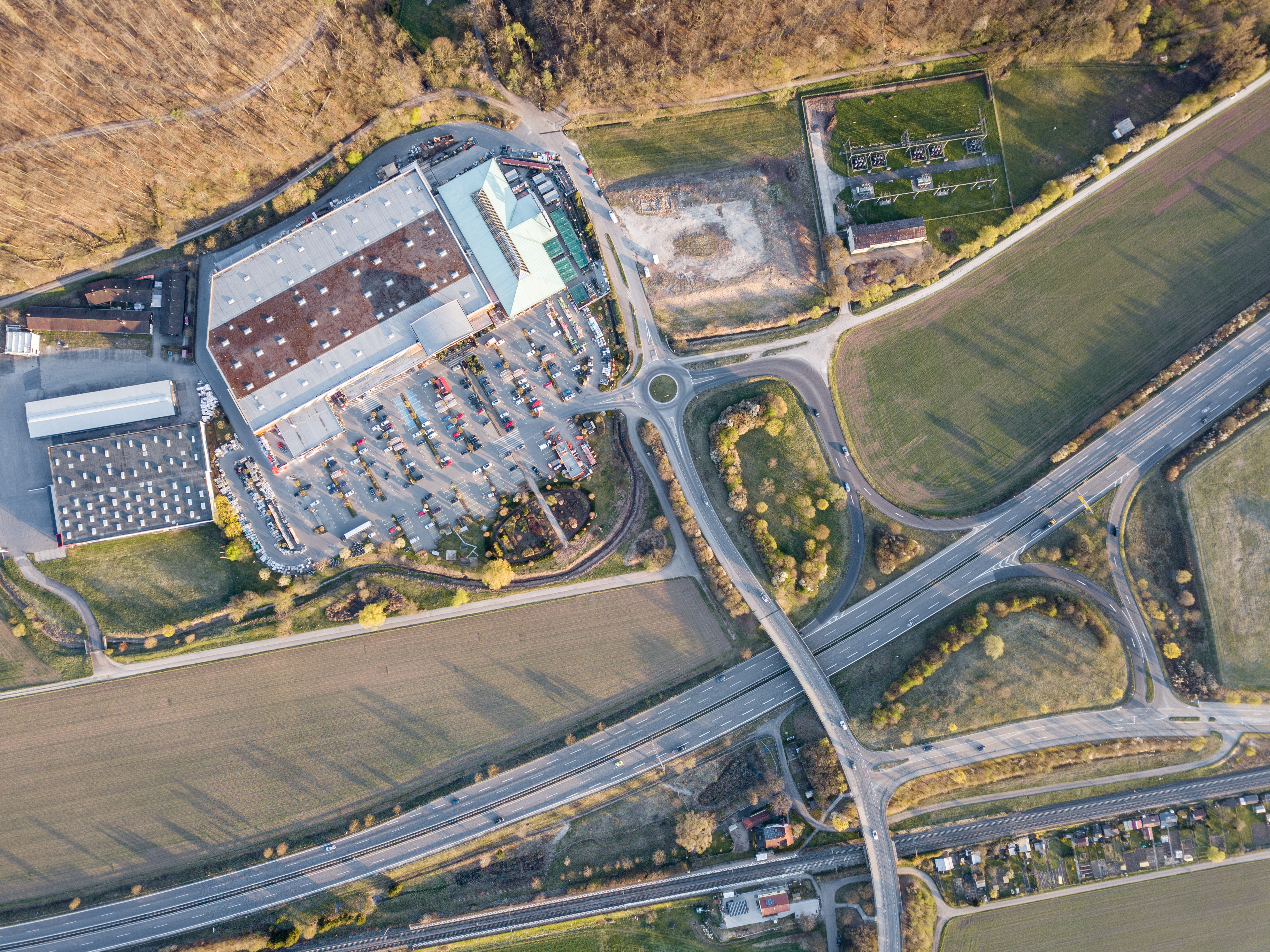
Letecký pohled na Hornbach v německém městě Tübingen
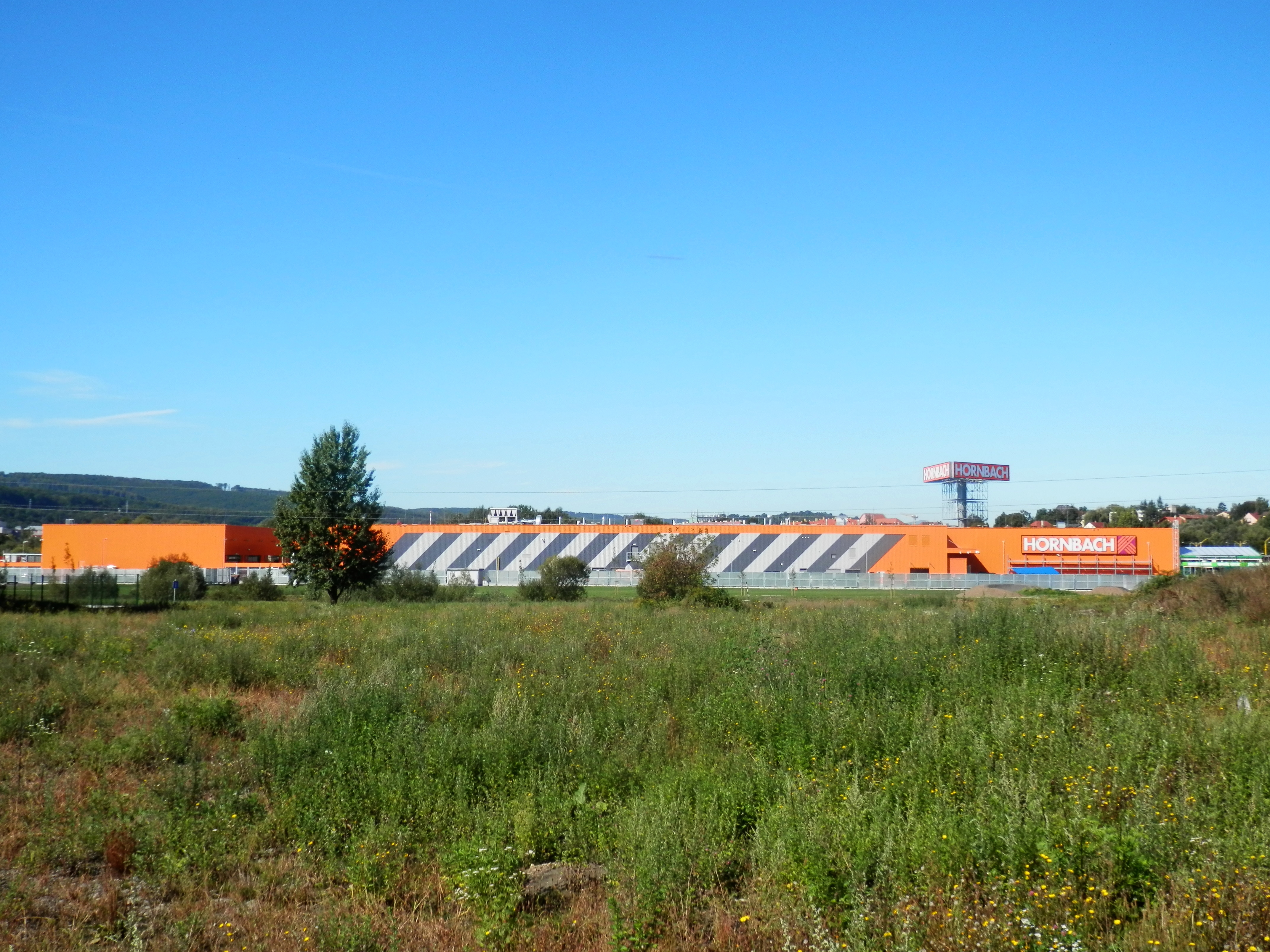
Pohled na Hornbach v Prešově
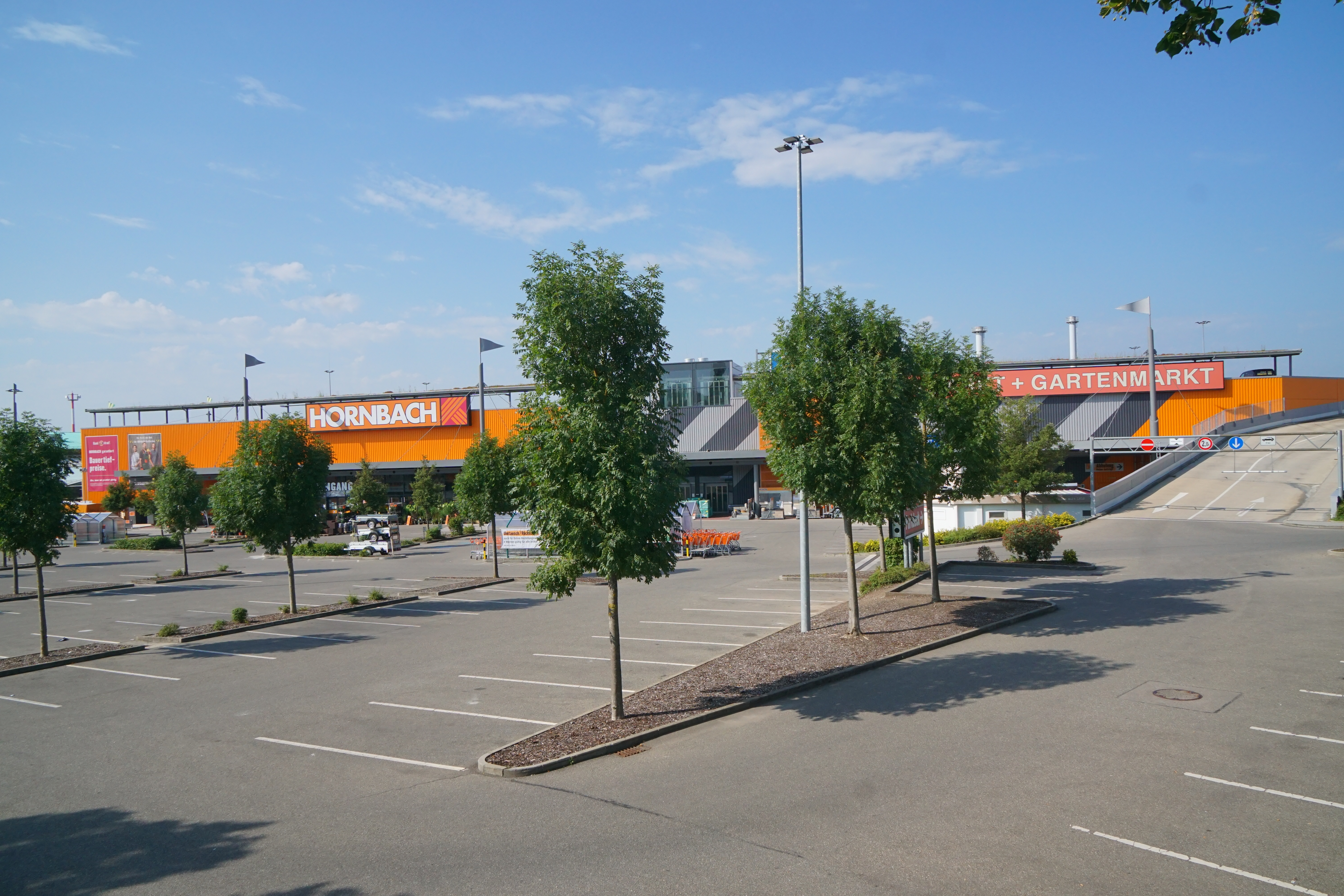
Hornbach v německém městě Sindelfingen
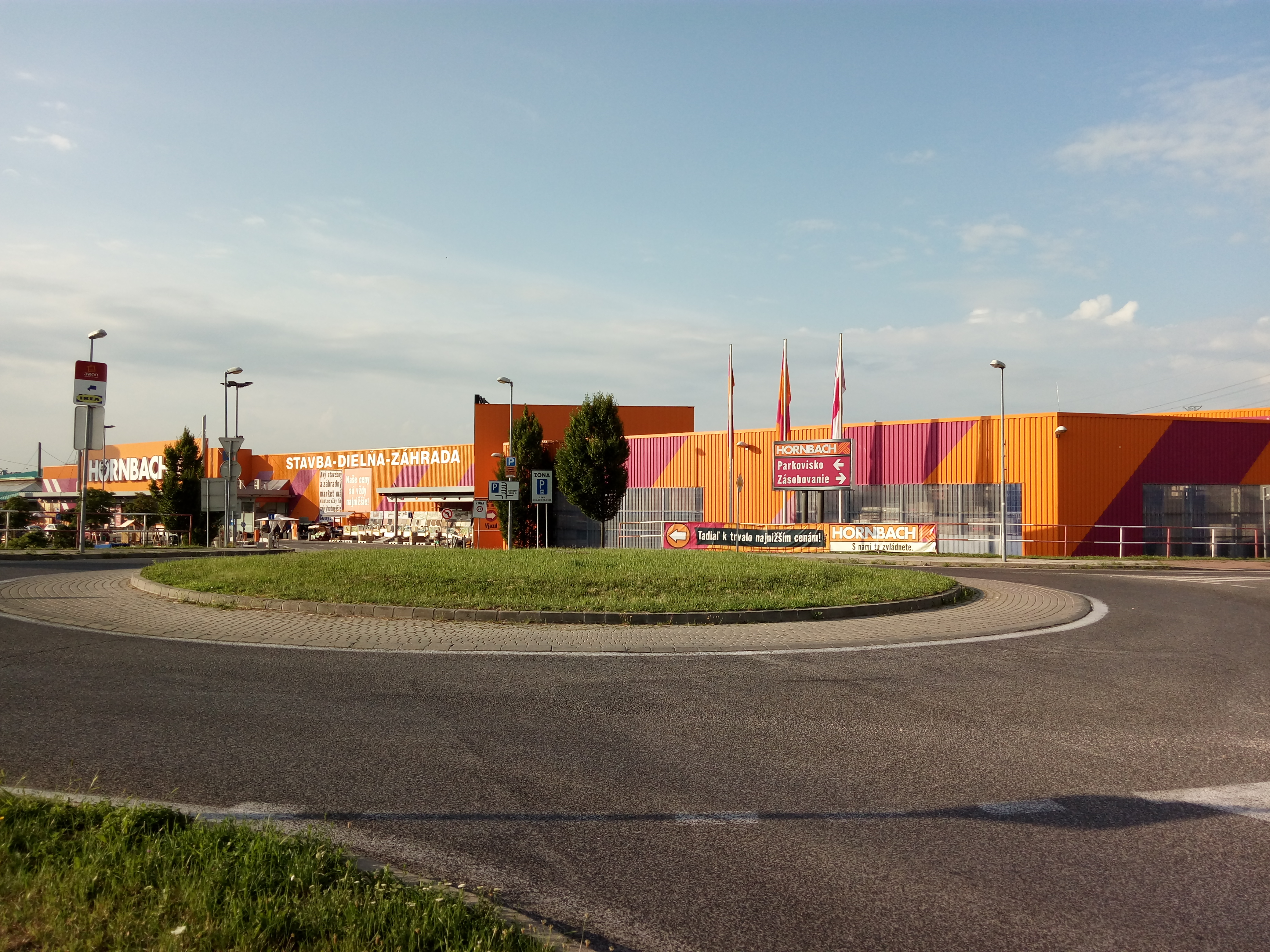
Hornbach v Bratislavě
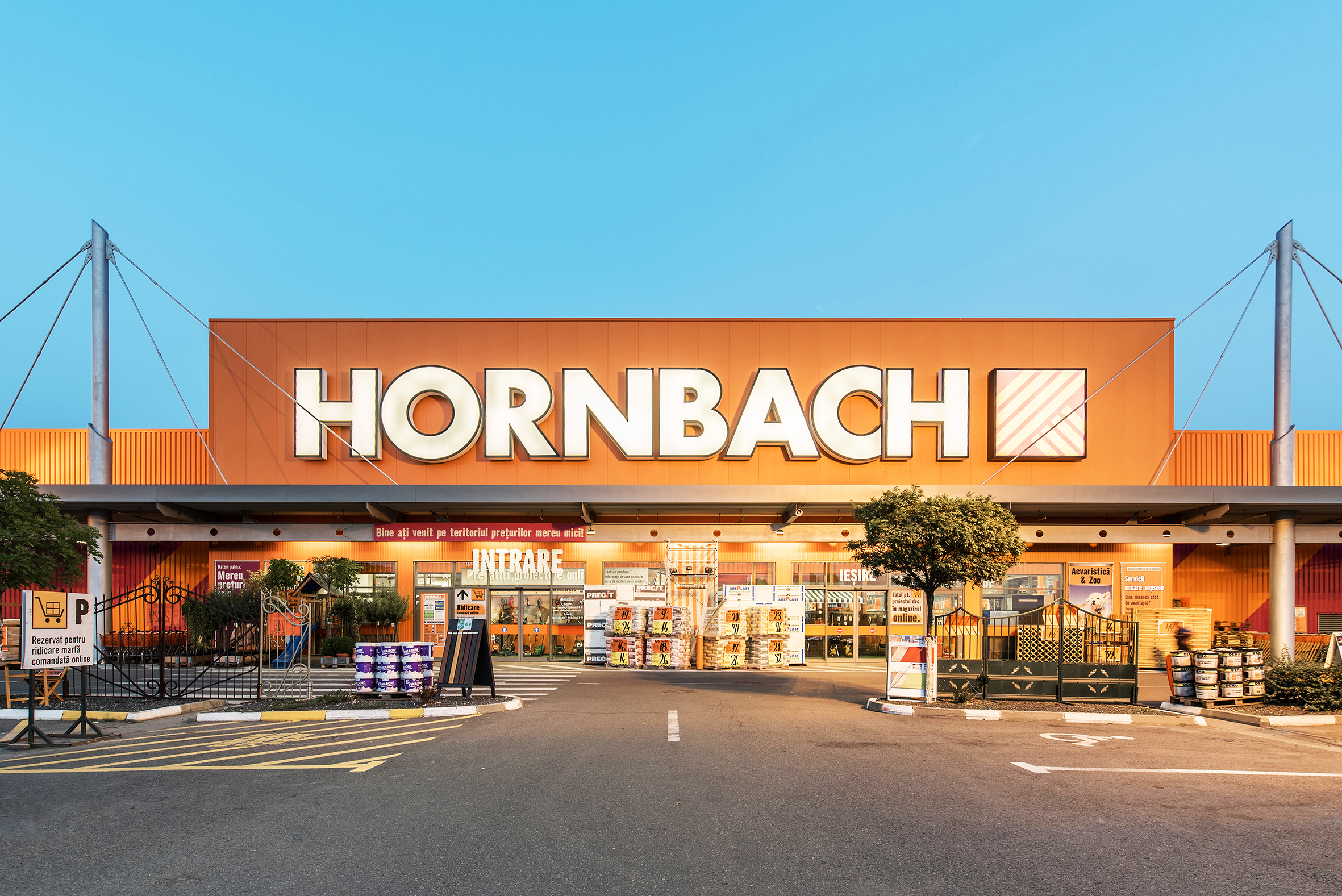
Prodejna Hornbach v Rumunsku
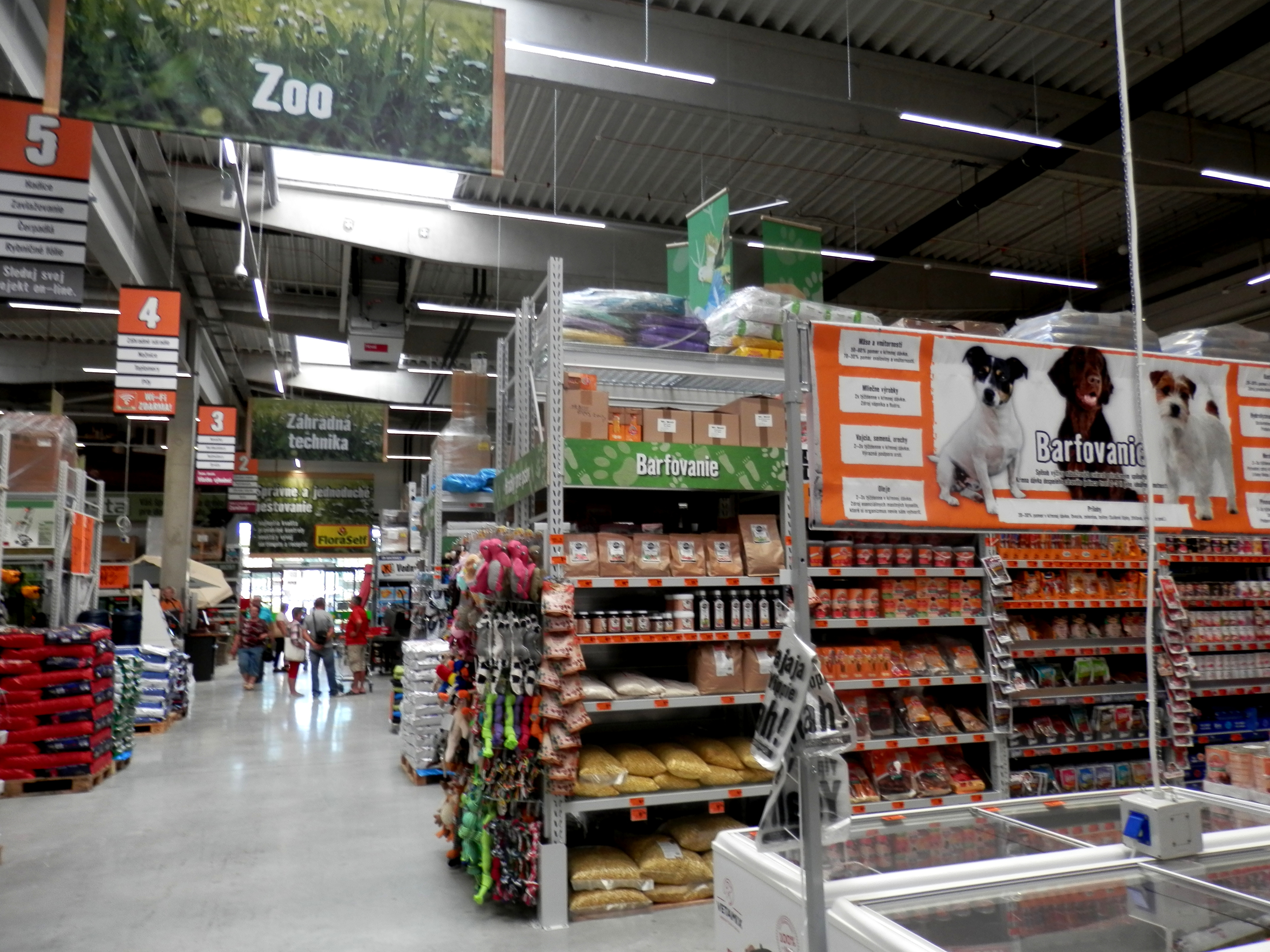
Interiér Hornbachu v Prešově
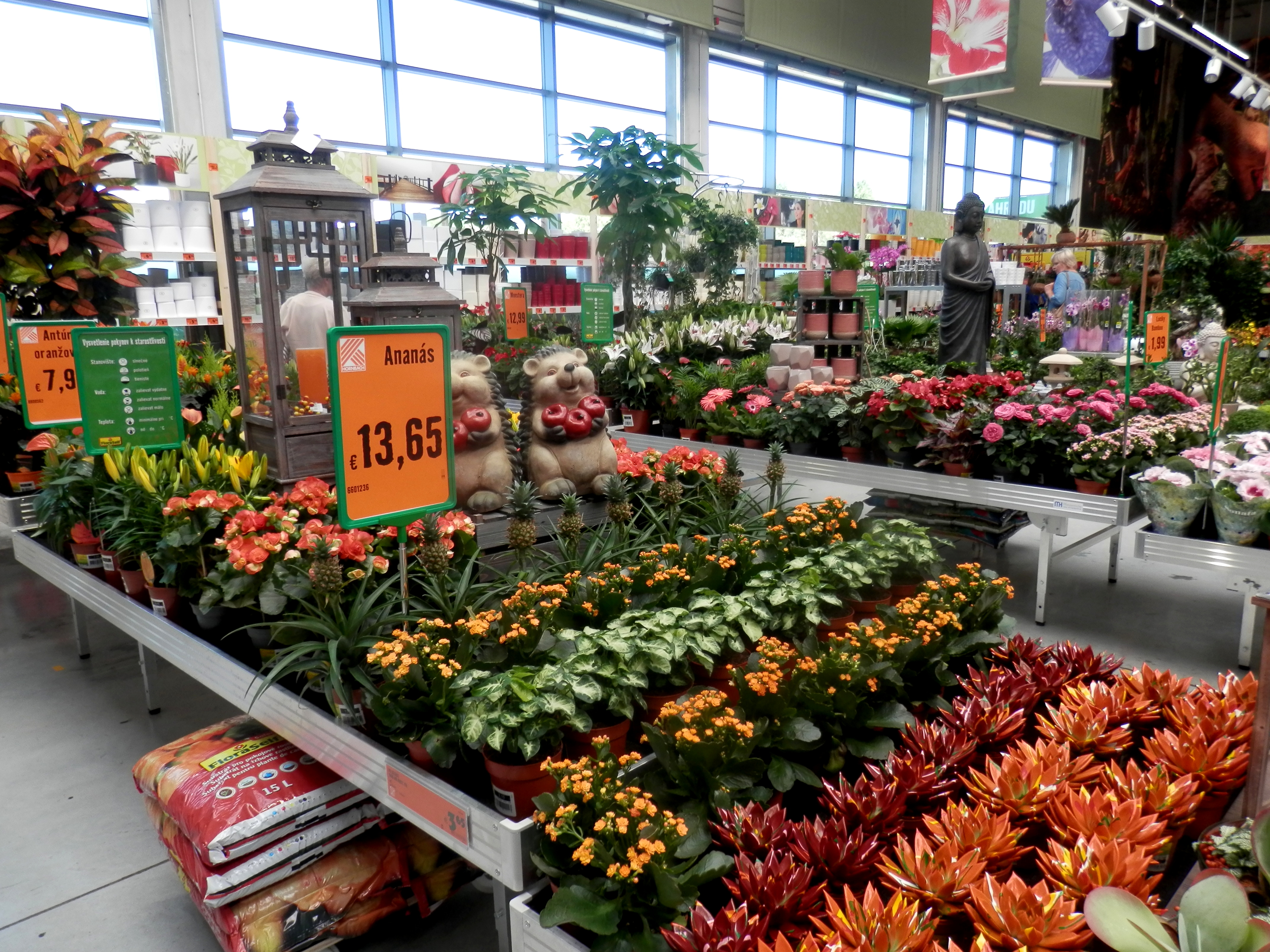
Zahradní centrum v Hornbachu v Prešově

## Hornbach vČesku
Hornbach v Česku podniká prostřednictvím firmy HORNBACH BAUMARKT CS spol. s r.o., která je vedena u Městského soudu v Praze a má IČ 471 17 559. Firma sídlí v Praze na Černém Mostě v budově svého nejstaršího tuzemského hobbymarketu.
V účetním roce 2021–2022 měl Hornbach v Česku tržby 9,859 mld. Kč a čistý zisk 1,006 mld. Kč. O rok dříve tržby činily 8,769 mld. Kč a zisk 754 mil. Kč (většina účetního roku 2020–2021 byla nicméně ovlivněna omezením prodeje v souvislosti s pandemií covidu-19). V roce 2021–2022 měl Hornbach v Česku průměrně 1 574 zaměstnanců.
Na žebříčku Top 50 českého obchodu časopisu Zboží a prodej, který řadí maloobchodní řetězce podle tržeb, byl Hornbach v roce 2022 největším tuzemským řetězcem hobbymarketů a 19. největším obchodním řetězcem celkově. Hornbach v Česku provozuje 10 prodejen.
| Poř. | Datum otevření | Prodejna            | Adresa                              |
| ---- | -------------- | ------------------- | ----------------------------------- |
| 1.   | listopad 1998  | Praha-Černý Most    | Chlumecká 2398, Praha 9             |
| 2.   | únor 2000      | Brno                | Heršpická 3, Brno-střed             |
| 3.   | září 2000      | Ostrava-Svinov      | Bílovecká 3, Ostrava-Svinov         |
| 4.   | prosinec 2002  | Praha-Řepy          | Slánská 2, Praha 17                 |
| 5.   | říjen 2005     | Hradec Králové      | Rovná 1697, Hradec Králové          |
| 6.   | říjen 2007     | Olomouc             | Rolsberská 10, Olomouc              |
| 7.   | květen 2011    | Plzeň               | U Prazdroje 24, Plzeň 2-Slovany     |
| 8.   | červen 2011    | Ostrava-Vítkovice   | Rudná 11, Ostrava-Vítkovice         |
| 9.   | březen 2014    | Čestlice            | Lipová 281, Čestlice                |
| 10.  | březen 2016    | Praha-Velká Chuchle | Strakonická 62, Praha-Velká Chuchle |

## Zajímavosti
- V září 2022 ze světelných nápisů na prodejnách Hornbach v Česku zmizela některá písmena. Řetězec vyzval veřejnost, aby se zapojila do pátrání po písmenech; na internetu se objevily obrázky, na kterých neznámí lidé písmena převážejí v pražském metru nebo je nabízejí k prodeji na internetových bazarech.[16][17] V říjnu definitivně vyšlo najevo, že se jednalo o marketingovou kampaň, když se chybějící písmena do nápisů vrátila a řetězec v nové vlně reklam inzeroval „Skvělé poradenství, 100 000 výrobků, A nyní opět s B na fasádě“.[18] Obdobnou kampaň Hornbach pořádal také v dalších zemích.[16]